# Badr-moskee
De Badr-moskee is een moskee in Pamplona, de hoofdstad van de Spaanse autonome regio Navarra.
De moskee bevindt zich in de Doctor Salva-straat en heeft een oppervlakte van ongeveer 500 vierkante meter en nog eens 100 vierkante meter in het bovenste gedeelte, met een capaciteit voor meer dan 500 personen. De grote ruimte is verdeeld in verschillende gebieden. Hoewel het grootste deel bestaat uit de gebedsruimte is er ook nog een ruimte voor het kantoor van de imam, een opslagruimte, een wasruimte (een kleine ruimte waar men zich kan wassen voor het gebed), klaslokalen voor het godsdienstonderwijs aan kinderen, een internetruimte en een kleine bibliotheek. 